# Calamus guruba
Calamus guruba là loài thực vật có hoa thuộc họ Arecaceae. Loài này được Buch.-Ham. mô tả khoa học đầu tiên năm 1838.